# Rodriguezus
Genre
Rodriguezus  est un genre de crabes d'eau douce de la famille des Pseudothelphusidae.

## Liste d'espèces
Selon World Register of Marine Species (14 septembre 2020) :
- Rodriguezus garmani (Rathbun, 1898)
- Rodriguezus iturbei (Rathbun, 1919)
- Rodriguezus ranchograndensis (Rodríguez, 1966)
- Rodriguezus trujillensis (Rodríguez, 1967)

## Étymologie
Le nom du genre Rodriguezus a été choisi en l'honneur de Gilberto Rodríguez (d) (1929-2004), carcinologiste vénézuélien, pour son travail sur la systématique des crabes d'eau douce.

## Publication originale
- (en) M. R. Campos et C. Magalhães, « Achagua Campos, 2001, a new synonym of Eudaniela Pretzmann, 1971, and the description of Rodriguezus gen. nov. (Decapoda: Brachyura: Pseudothelphusidae) », Nauplius, Sociedade Brasileira de Carcinologia (d), vol. 12, no 2,‎ 2005, p. 95-97 (ISSN 0104-6497 et 2358-2936, lire en ligne).